# Богданов Вячеслав Леонідович
Вячеслав Леонідович Богданов (нар. 25 листопада 1965, Шамраївка, Білоцерківський район, Київська область) — український учений-механік і організатор науки; академік Національної академії наук (НАН) України (з 2015), головний учений секретар (2014–2020) та віцепрезидент НАН України (з 2020). Доктор фізико-математичних наук (2009), лауреат Державної премії України в галузі науки і техніки (2009), заслужений діяч науки і техніки (2013).

## Життєпис
Народився 25 листопада 1965 року в селі Шамраївка Київської області.
1982 – закінчив із золотою медаллю середню школу і вступив до Київського державного університету імені Т.Г. Шевченка (нині – Київський національний університет імені Тараса Шевченка).
1984 – 1986 – строкова служба в Прикордонних військах.
1989 – закінчив із відзнакою механіко-математичний факультет Київського державного університету ім. Т.Г. Шевченка.
1989 – досі – в Інституті  механіки ім. С.П. Тимошенка НАН України (з 2023 року – завідувач відділу динаміки та стійкості суцільних середовищ).
1992 – захистив дисертацію на тему «Просторова неосесиметрична задача механіки руйнування при стисканні вздовж приповерхневої дископодібної тріщини» та здобув науковий ступінь кандидата фізико-математичних наук за спеціальністю «Механіка деформівного твердого тіла».
1995 – 2014 – в апараті Президії НАН України (у 2003–2014 роках – перший заступник головного ученого секретаря – начальник науково-організаційного відділу Президії НАН України).
2009 – захистив дисертацію на тему «Об’єднаний аналіз задач механіки руйнування матеріалів з початковими напруженнями та руйнування тіл при стисканні вздовж тріщин» та здобув науковий ступінь доктора фізико-математичних наук за спеціальністю «Механіка деформівного твердого тіла».
2012 – обраний членом-кореспондентом НАН України за спеціальністю «Механіка».
2015 – обраний дійсним членом (академіком) НАН України за спеціальністю «Механіка».
2015 – обраний головним ученим секретарем НАН України [Архівовано 9 травня 2021 у Wayback Machine.].
2020 – обраний віцепрезидентом НАН України.

## Науковий внесок
Основна наукова діяльність пов’язана з дослідженнями в галузі механіки деформівного твердого тіла, зокрема, механіки руйнування, тривимірної лінеаризованої теорії стійкості деформованих тіл, механіки композитних матеріалів.
Виконав значний цикл робіт із нових механізмів руйнування, які не описуються в межах класичних концепцій, зокрема дослідив нові класи задач механіки руйнування матеріалів із початковими (залишковими) напруженнями, що діють паралельно площинам тріщин, та руйнування тіл при стисканні вздовж тріщин. У межах лінеаризованої теорії пружності розробив інтегрований підхід до проблем руйнування попередньо напружених тіл із тріщинами та руйнування тіл при стисканні вздовж паралельних тріщин. Запропонував новий метод визначення критичних параметрів руйнування тіл із тріщинами при стисканні вздовж тріщин, коли параметри вираховуються в процесі розв’язання відповідних неоднорідних задач механіки руйнування матеріалів із початковими напруженнями.
У лінеаризованій постановці дослідив нові класи просторових неосесиметричних та осесиметричних задач про руйнування фізично нелінійних тіл і сучасних композитних матеріалів (шаруватих, волокнистих), що містять тріщини, які взаємодіють під впливом спрямованих вздовж тріщин зусиль. Виявив нові ефекти, пов’язані зі впливом початкових напружень та зі взаємодією тріщин між собою і з поверхнею матеріалу. Здійснив комплексне дослідження функціональності та руйнування композитних матеріалів із дефектами та конструкцій з них, які широко застосовуються у ракето- та літакобудуванні.
Підготував низку праць з наукознавства та історії науки.

## Науково-організаційна та викладацька діяльність
Є головою Секції фізико-технічних і математичних наук НАН України, членом Комітету з Державних премій у галузі науки і техніки України та головою Секції математичних наук цього комітету, головою Національного комітету України з теоретичної і прикладної механіки, першим заступником голови Комітету із системного аналізу при Президії НАН України, заступником голови Координаційної ради програми НАН України з питань безпеки і оборони, дійсним членом Наукового товариства імені Шевченка. Є головним редактором журналу «Доповіді НАН України», входить до складу Головної редакційної колегії Великої української енциклопедії, редколегій низки наукових журналів, зокрема, загальноакадемічного журналу «Вісник НАН України» та міжнародних журналів «Прикладна механіка» і «Математичні методи та фізико-механічні поля».
З 2015 року читає лекції в Київському національному університеті імені Тараса Шевченка.

## Нагороди
- Орден «За заслуги» III ст. (2008)
- Державна премія України в галузі науки і техніки (2009)
- Заслужений діяч науки і техніки України (2013)
- Почесна грамота Верховної Ради України (2015)
- Орден князя Ярослава Мудрого V ст. (2018)
- Премія НАН України ім. О.М. Динника (2020)
- Відзнака «За заслуги перед Збройними Силами України» (2020)
- Відзнака Міністерства оборони України «За сприяння Збройним Силам України» (2023)
- Премія НАН України імені М. В. Остроградського (2025)[1]

### Вибрані праці
Guz, A.N., Altenbach, H., Bogdanov, V., Nazarenko, V.M. (eds) (2023). Advances in Mechanics: Current Research Results of the NAS of Ukraine. Advanced Structured Materials, vol 191. Springer, Cham. – 560 p. 
Bogdanov, V., Guz, A., Nazarenko, V. (2023). Fracture of Materials Loaded Along Cracks: Approach and Results. In: Guz, A.N., Altenbach, H., Bogdanov, V., Nazarenko, V.M. (eds) Advances in Mechanics. Advanced Structured Materials, vol 191. Springer, Cham. - P. 51-89. 
Guz A.N., Bogdanov V.L., Nazarenko V.M. Fracture of Materials under Compression along Cracks. - In: Advanced Structure Materials, vol. 138. Cham: Springer, 2020. – 490 p. 
Богданов В.Л., Гузь А.Н., Назаренко В.М. Пространственные задачи механики разрушения материалов при действии направленных вдоль трещин усилий. - Киев: ЛИТЕРА ЛТД, 2018. - С. 145-229.
Богданов В.Л., Гузь А.Н., Назаренко В.М. Объединенный подход в неклассических проблемах механики разрушения. - Саарбрюккен: LAP Lambert Academic Publishing, 2017. - 528 с.
Богданов В.Л., Жук Я.О., Богданова О.С. Основи експериментальних методів механіки деформівного твердого тіла (навчальний посібник). - К.: Академперіодика, 2016. – 280 с.
Bogdanov V.L., Guz A.N., Nazarenko V.M. Spatial problems of the fracture of materials loaded along cracks (Review) // Int. Appl. Mech. – 2015. - 51, N 5. - P. 489-560.